# ロナルド・ラネカー
ロナルド・ラネカー（Ronald W. Langacker 1942年12月27日 - ）はアメリカの言語学者で、専門は認知言語学である。カリフォルニア大学サンディエゴ校名誉教授。認知文法論の提唱の他、ユト・アステカ語族の比較言語学的研究でも知られ、1977年にSILから『ユト・アステカ語文法概要』(An overview of Uto-Aztecan Grammar)を出版している。
1966年にイリノイ大学アーバナ・シャンペーン校で Ph.D. 取得、1966年から2003年にかけてカリフォルニア大学サンディエゴ校教授を務めた。1997年から1999年まで国際認知言語学会会長。
認知言語学の第一人者であり、主要な著書に認知文法の基礎理論（foundation）について述べた Foundations of Cognitive Grammar がある。
2001年9月に大阪外国語大学で開かれた第2回日本認知言語学会の特別講演の講師として来日している。

## 主な著書
- Foundations of Cognitive Grammar, Volume I, Theoretical Prerequisites. Ronald W. Langacker. Stanford, California: Stanford University Press, 1987. ISBN 0-8047-1261-1.
- Concept, Image, and Symbol: The Cognitive Basis of Grammar. Ronald W. Langacker. Berlin & New York: Mouton de Gruyter, 1991. ISBN 3-11-012863-2, ISBN 0-8992-5820-4.
- Foundations of Cognitive Grammar, Volume II, Descriptive Application. Ronald W. Langacker. Stanford, California: Stanford University Press, 1991. ISBN 0-8047-1909-8.